# كين أفيري
كين أفيري (بالإنجليزية: Ken Avery)‏ هو لاعب كرة قدم أمريكية أمريكي، ولد في 23 مايو 1944.

## وصلات خارجية
- كين أفيري على موقع مرجع كرة القدم المحترفة.كوم (الإنجليزية)